# Rewind (video Vasco Rossi)
Rewind è un video di Vasco Rossi uscito nel 1999 in VHS (con copertina gialla) e DVD (con copertine rosa, blu o verde). Contiene registrazioni live tratte dal grande concerto tenuto dal rocker a Imola presso l'Autodromo Enzo e Dino Ferrari il 20 giugno 1998. Il video, della durata di due ore, è stato realizzato a partire da oltre cento ore di girato, per la regia di Nick Wickham (pellicola) e Alessandro Baracco (digitale).
Live Recording: Fonoprint mobile studio.
Mixing di Nicola Venieri alla Fonoprint di Bologna.
La tracklist si rifà in larga parte a quella dell'album live omonimo Rewind con l'esclusione di C'è chi dice no e Bollicine.

## Formazione
- Vasco Rossi - voce
- Clara Moroni - coro
- Alberto Rocchetti - tastiera
- Claudio Golinelli - basso
- Massimo Riva - chitarra ritmica
- Stef Burns - chitarra
- Jonathan Moffett - batteria
- Frank Nemola - tastiera, tromba
- Andrea Innesto - sax

## Tracce
1. Introduzione
2. Quanti anni hai
3. Sballi ravvicinati del terzo tipo
4. Valium
5. Rewind
6. Nessun pericolo per te
7. Blasco
8. Ormai è tardi
9. ...Stupendo
10. Medley Acustico
11. Jenny è pazza
12. Sally
13. L'una per te
14. Senza parole
15. Vivere
16. Siamo solo noi
17. Mi si escludeva
18. Gli spari sopra (Celebrate)
19. Delusa
20. Io no
21. "Canzone"/Vita spericolata
22. Albachiara